# Mariliana sumpta
Mariliana sumpta là một loài bọ cánh cứng trong họ Cerambycidae.